# Vaiano
Vaiano é uma comuna italiana da região da Toscana, província de Prato, com cerca de 9.048 habitantes. Estende-se por uma área de 34 km², tendo uma densidade populacional de 266 hab/km².

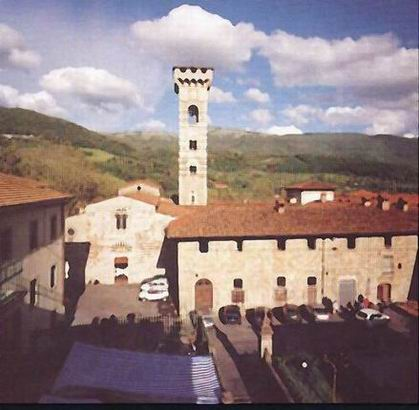
Panorama.

Faz fronteira com Barberino di Mugello (FI), Calenzano (FI), Cantagallo, Montemurlo, Prato.

## Demografia
| Variação demográfica do município entre 1861 e 2011                               |
|                                                                                   |
| Fonte: Istituto Nazionale di Statistica (ISTAT) - Elaboração gráfica da Wikipedia |